# Scrapy (Band)
Scrapy war eine Ska-Punk-Band aus Passau, die im April 1996 in Vilshofen an der Donau gegründet wurde. Im Oktober 2010 löste sich die Band auf.
Im Dokumentarfilm Skinhead Attitude von Daniel Schweizer (2003) werden mehrere Bandmitglieder von Scrapy interviewt.
Am 30. Oktober 2010 erfolgte das Abschiedskonzert in Passau. Seitdem gab es keine öffentliche Konzerte oder Veröffentlichungen mehr.

## Stil
Ursprünglich eine klassische Punkband mit Ska-Einflüssen, lässt sich Scrapy heute nur sehr schwer einem Genre zuordnen. Ska- und Rocksteady-Rhythmen gehören ebenso wie Oi!-Punk-Songs zum festen Repertoire der Band. Scrapy selbst bezeichnen ihre Musik als „Streetska“.

## Diskografie

### Alben
- 1999: You Better Wake Up! (CD)
- 2002: Saturday Night... (LP/CD)
- 2004: Unsteady Times (LP/CD)
- 2007: The Smart Sensation (LP/CD)

### Singles und EPs
- 1998: Utterly Wiped Out
- 2001: The Riot EP (Split-7" mit Stage Bottles)
- 2002: Local Pub

### Tributes
- A Tribute to the Spirit of 69 Vol. 2
- 2002: Skarface, Merci

### Samplerbeiträge
- 2000: Antiracists United mit „Rude Boys Better Wake up“
- 2000: Class Pride – World Wide mit „Still Standing“
- 2000: Das ZK empfiehlt: Wir haben eine Welt zu gewinnen mit „Still Standing“
- 2001: Dance to the Revolution mit „Stereo“
- 2001: KOB vs. Mad Butcher 3 mit „Street Politics“
- 2001: La Lotta Continua mit „Street Politics“
- 2002: Skannibal Party mit „Skinheads, Boots & Reggae“
- 2002: From Punk to Ska Vol. 2 mit „Local Pub“
- 2002: Kreizkruzefix mit „Skank'n'Roll“
- Močvara mit „Wrecked Up Misery“
- 2003: 4e Festival Antiraciste mit „Stereo“
- 2003: Music for the Terraces mit „Saturday Night Drink Activists“
- 2004: Leben-Lachen-Kämpfen mit „Skinheads, Boots & Reggae“
- 2005: Walking to the Beat mit „Local Pub“